# Necropoli di S'Iscia 'e Sas Piras
La necropoli di S'Iscia 'e Sas Piras è un sito funerario nuragico situato nel comune di Usini, nella città metropolitana di Sassari, nelle vicinanze di una strada romana nota in sardo come "s'istrada de sos Padres" (la strada dei padri).

## Descrizione
La necropoli è composta da 3 domus de janas, due situate a breve distanza fra loro e un'altra situata a circa 200 metri di distanza. Nella cosiddetta Tomba II, a prospetto architettonico e misurante 2,10x2,90 m, durante gli scavi diretti da Editta Castaldi negli anni sessanta, furono rinvenuti i resti di circa 15 individui: 9 uomini, 3 donne e 2 bambini e vari reperti ascrivibili al bronzo finale (XII secolo a.C.).

## Antropologia fisica

Resti cranici da S'Iscia 'e Sas Piras

Le analisi antropologiche condotte da Franco Germanà nel 1975 hanno rilevato che l'altezza media degli uomini sepolti nella tomba era di 167,7 cm mentre quella delle donne di 155,5 cm; i tre crani studiati erano tutti dolicomorfi e riconducibili a varie tipologie somatiche ("cordata", "aquitano-mediterranea", "mediterranea recente"). In generale si può dedurre che queste genti enee conducevano un buono stile di vita (come evidenziato anche dalla quasi totale assenza di carie), con un'economia basata sulla caccia e la pastorizia.